# Клод д’Аннебо
Клод д’Аннебо (фр. Claude d'Annebault; ок. 1495 — 2 ноября 1552, Ла-Фер), барон де Ре и де Ла-Юноде, сеньор д’Аннебо и де Сен-Пьер — французский военачальник и государственный деятель, фаворит Франциска I, маршал и адмирал Франции, участник Итальянских войн.

## Биография
Сын Жана III д’Аннебо, наследственного коннетабля Нормандии, и Перонны де Жёкур, брат Жака д’Аннебо, кардинала Санта-Сюзанны, и единоутробный брат Жака I де Гойон-Матиньона, великого хлебодара Франции.
В 1519 году стал виночерпием короля Франциска I. На военной службе впервые отличился в 1521 году при обороне Мезьера, осаждённого графом Нассау. Был взят в плен в битве при Павии в 1525.
После поражения графа де Сен-Поля при Ландриано, близ Милана, 23 июня 1529, Аннебо собрал остатки жандармерии и организовал правильное отступление. Сен-Поль не смог переправиться через топкий канал и был вынужден сдаться. Его поместили в домике, недалеко от места сражения, и Аннебо попытался освободить командующего, организовав нападение, но не смог справиться с превосходящими силами имперцев.
Был назначен наместником в Канском бальяже, под началом графа де Молеврье, а затем дофина (жалованная грамота последнего от 15.11.1531, зарегистрирована Руанским парламентом 17-го).
Советник и камергер короля, бальи и капитан Эврё, полковник шеволежеров, рыцарь ордена Святого Михаила в 1535. В том же году командовал французскими войсками в Пьемонте. В начале марта, командуя 24 тыс. чел., не допустил захвата долины Сузы 4-тыс. отрядом противника, 3 апреля вошёл в Турин, откуда бежал герцог Савойский, и овладел Кивассо, вынудив маркиза ди Мариньяно отступить с Дора-Бальтеа.
Император Карл V приготовился к вторжению во Францию, и Аннебо по приказу короля оставил завоеванные крепости, стянув войска в Турин, Фоссано и Кунео, и направив большую часть войск в Прованс.
7 марта 1536 назначен генеральным наместником Нормандии вместе с адмиралом Брионом (зарегистрирован Руанским парламентом 22-го). Оставался в Турине, выдержав осаду Карла V. Производил частые вылазки и захватил магазины противника, вынудив императора отступить. Затем захватил Кариньяно, Монкальери, Кьери, Кераско, Салуццо, перебил большой имперский отряд, взяв четыре знамени и пленив командиров. В конце года был отозван во Францию вместе с гарнизоном Турина, смененным свежими войсками.
В 1537 году сумел провести в Теруан, осаждённый графом дю Рё, 400 аркебузиров и 200 кавалеристов с грузом пороха, нехватку которого испытывали защитники. На обратном пути несколько сеньоров из отряда Аннебо опрометчиво потревожили посты противника, и имперская кавалерия бросилась в погоню. Командующий был вынужден поддержать своих людей, в сражении с превосходящими силами под ним была убита лошадь, и он попал в плен.
10 февраля 1538 был назначен маршалом Франции на место сеньора де Ла Марка. 28 сентября 1539 в Компьене назначен преемником маршала Монтежана на посту генерал-губернатора Пьемонта. Был отставлен от наместничества в Нормандии. В том же году был направлен чрезвычайным послом в Венецию. В следующем году отозван ко двору.
В 1541 году, после опалы коннетабля Монморанси, влияние Аннебо на короля, впечатлённого его подвигами, начало возрастать.
10 июня 1542 назначен командовать армией в Брессе, Дофине, Лионне, Провансе и всем Провансе за Роной, под руководством дофина. По его приказу 4 августа начал осаду Перпиньяна, но внезапное нападение не удалось, и император успел ввести в город войска. Король приказал сыну снять осаду, и принц, опустошив Руссильон, 6 октября прибыл в Нарбон. Аннебо в конце кампании вернулся в Пьемонт, где потерпел неудачу при попытке захватить Кунео.
В 1543 году командовал Люксембургской армией под началом герцога Орлеанского. Арлон сдался, не дожидаясь обстрела, противник покинул Виртон, после чего Люксембург капитулировал.
С отрядом из 10 тыс. пехоты и 400 кавалеристов Аннебо был направлен на помощь герцогу Клевскому, но в пути узнал, что тот был вынужден заключить мир с императором. 6 декабря король вернул маршалу генеральное наместничество и командование войсками в Нормандии (зарегистрирован Руанским парламентом 12.04.1544).
Как глава французской дипломатии, внёс значительный вклад в подписание Крепийского и Ардрского договоров.
5 февраля 1544 Клод д’Аннебо был назначен адмиралом Франции, на место Филиппа Шабо. По мнению Франсуа Пинара, тогда же был отставлен от должности маршала, из-за невозможности совмещения двух этих постов, по другому мнению, лишился маршальского жезла в 1547 году. В 1544—1547 годах вместе с кардиналом де Турноном был фактическим главой правительства Франции.
27 июня 1545 назначен генерал-лейтенантом морской армии, предназначенной для высадки в Англии. В течение зимы было собрано 160 больших транспортов, 60 кораблей меньшего размера и 25 галер. Англичане могли противопоставить этим силам только 60 кораблей. 18 июля французский флот подошел к острову Уайт. После длительной перестрелки французские галеры атаковали англичан и потопили один большой корабль. Из 600 человек экипажа спаслось 35. Поднявшийся ветер заставил прекратить сражение.
Аннебо провёл демонстрацию перед Плимутом и произвел три высадки на Уайт, где сжёг бурги и деревни. Англичане не пытались ему помешать. В целом экспедиция была малоудачной, и адмирал вернулся в Гавр, оттуда в Дьеп, и 16 августа прибыл к королю в Арк. 3 февраля 1546 Франциск пожаловал ему город и замок Компьен. В том же году Аннебо заключил Булонский мир с англичанами.
Перед смертью Франциск рекомендовал наследнику оставить адмирала во главе управления страной, и завещал ему 100 тыс. ливров. По ироничному выражению авторов «Новой Всеобщей биографии», последнее распоряжение было первой вещью, о которой забыл Генрих II. К власти пришла группировка коннетабля и Гизов, и только благодаря Сент-Андре, назначенному маршалом, Аннебо сохранил должность адмирала. По другим сведениям, был отстранен и от этой должности, переданной Антуану де Ноаю. Он покинул двор, но с началом новой Итальянской войны был назначен генеральным наместником при королеве Екатерине Медичи, ставшей регентшей на время похода 1552 года. Вызванный на помощь королевской армии, Аннебо участвовал во взятии Эдена, осадил и взял Данвиллер, Ивуа, Монмеди, Трелон, Глайон, Шиме, но не смог выдержать трудностей кампании и умер 2 ноября в Ла-Фере, который готовил к обороне.

## Семья
Жена (ок. 1525): Франсуаза де Турнемин, дама де Ла-Юноде и баронесса де Ре, дочь Жоржа де Турнемина, наследственного коннетабля Нормандии, и Анны де Монжан, дамы де Ренак
Дети:

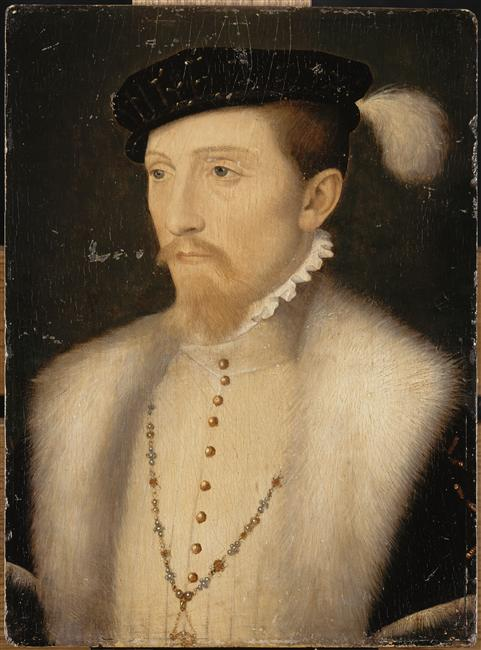
Жан III д’Айи д’Аннебо, барон де Ре, сеньор де Ла-Юноде. Ок. 1568. Версаль

- Жан IV (III) д’Аннебо (ум. 19.12.1562), барон де Ре, Ла-Юноде и Юме, сир де Сафр и де Сьон, сеньор де Сен-Пьер. Капитан 50 копий, бальи и капитан Конша и Эврё, штатный дворянин Палаты короля при Карле IX. Убит в битве при Дрё. Жена 1): Антуанетта де Лабом, графиня де Шатовилен (ум. 1572), дочь Жоашена де Лабома, графа де Шатовилена, и Жанны де Муа; 2) (1561): Клод-Катрин де Клермон (1543—1603), баронесса де Дампьер, дочь Клода де Клермона, барона де Дампьера, и Жанны де Вивон
- Мадлен д’Аннебо (ум. 1572). Муж 1) (1544): маркиз Габриель де Салуццо (ум. 1548); 2): Жак де Сийи, граф де Ла-Рошпо (ум. 1572)